# アム・ゾアー
アム・ゾアーは、チャドのワジ・フィラ州の支庁。